# 尚志市
尚志市（しょうし-し）は、中華人民共和国黒竜江省ハルビン市に位置する県級市。市人民政府の所在地は尚志鎮。

## 地理
黒竜江省の東南部に位置する。

## 歴史
尚志の旧称は珠河であり、現在の市名は日中戦争で活躍した趙尚志を顕彰して命名されたものである。尚志市のような「革命烈士」にちなむ地名には他に志丹県、子洲県、子長市、左権県、黄驊市、靖宇県がある。
1921年（民国10年）12月17日に設置された烏珠河設治局を前身とする。1927年（民国16年）5月1日に珠河県に昇格した。1946年11月、尚志県と改称、1948年（民国37年）3月に葦河県を編入、1988年9月に県級市に昇格し現在に至る。

## 行政区画
下部に10鎮、5郷、2民族郷を管轄：
- 鎮：尚志鎮、一面坡鎮、葦河鎮、亜布力鎮、帽児山鎮、亮河鎮、慶陽鎮、石頭河子鎮、元宝鎮、黒竜宮鎮
- 郷：長寿郷、烏吉密郷、珍珠山郷、老街基郷、馬延郷
- 民族郷：魚池朝鮮族郷、河東朝鮮族郷

## 経済
尚志市は醸造及び木製品を中心とした工業が発展している。また地質と雨量に恵まれた自然環境により。

### 物産
- 朝鮮人参、五味子、天麻（オニノヤガラ）、平貝、刺五加、党参、満山紅などの自然の漢方薬の材料。
- 鉱物資源に大理石、花崗岩、石英石、石灰石、玄武岩、白粘土、石墨、石炭、銅、銀、鉄など。
- 土産物は主に漿果、タバコ、蜂蜜、ホップ、山野菜がある。

## 交通

### 鉄道
- 中国鉄路総公司
  - 中国鉄路ハルビン局集団公司
    - 哈牡旅客専用線（ハルビン方面）- 帽児山西駅（中国語版） - 尚志南駅（中国語版） - 一面坡北駅（中国語版） - 葦河西駅（中国語版） - 亜布力西駅（中国語版） -（牡丹江方面）
    - 浜綏線（ハルビン方面）- 帽児山駅（中国語版） - 蜜蜂駅（中国語版） - 小九駅（中国語版） - 烏吉密駅（中国語版） - 尚志駅 - 馬延駅（中国語版） - 一面坡駅（中国語版） - 九江泡駅（中国語版） - 万山駅 - 葦河駅（中国語版） - 青雲駅(浜綏線)（中国語版） - 亜布力駅（中国語版） - 魚池駅（中国語版） - 開道駅（中国語版） - 虎峰駅（中国語版） - 杜草駅（中国語版） -（牡丹江方面）
    - 葦亜線（中国語版） 葦河駅（中国語版） - 亜布力南駅（中国語版）

### 道路
- 高速道路
  -  綏満高速道路

- 国道
  -  G301国道

- 省道
  -  203省道
  -  223省道

- 県道
  -  004県道
  -  010県道
  -  153県道
  -  156県道

## 健康・医療・衛生
- 尚志市人民医院
- 尚志市婦幼保建院
- 尚志市職工医院
- 尚志市紅十字会

## 名所・旧跡・観光スポット
- 亜布力スキー場 - 中国企業家論壇年会の永久会場で、ハルビン市で開催された2009年冬季ユニバーシアード、2025年アジア冬季競技大会でのスキー競技会場となった。
- 帽児山
- 万佛山風景区
- 帽儿山風景区
- 五一四風景区